# Giovanni Prini

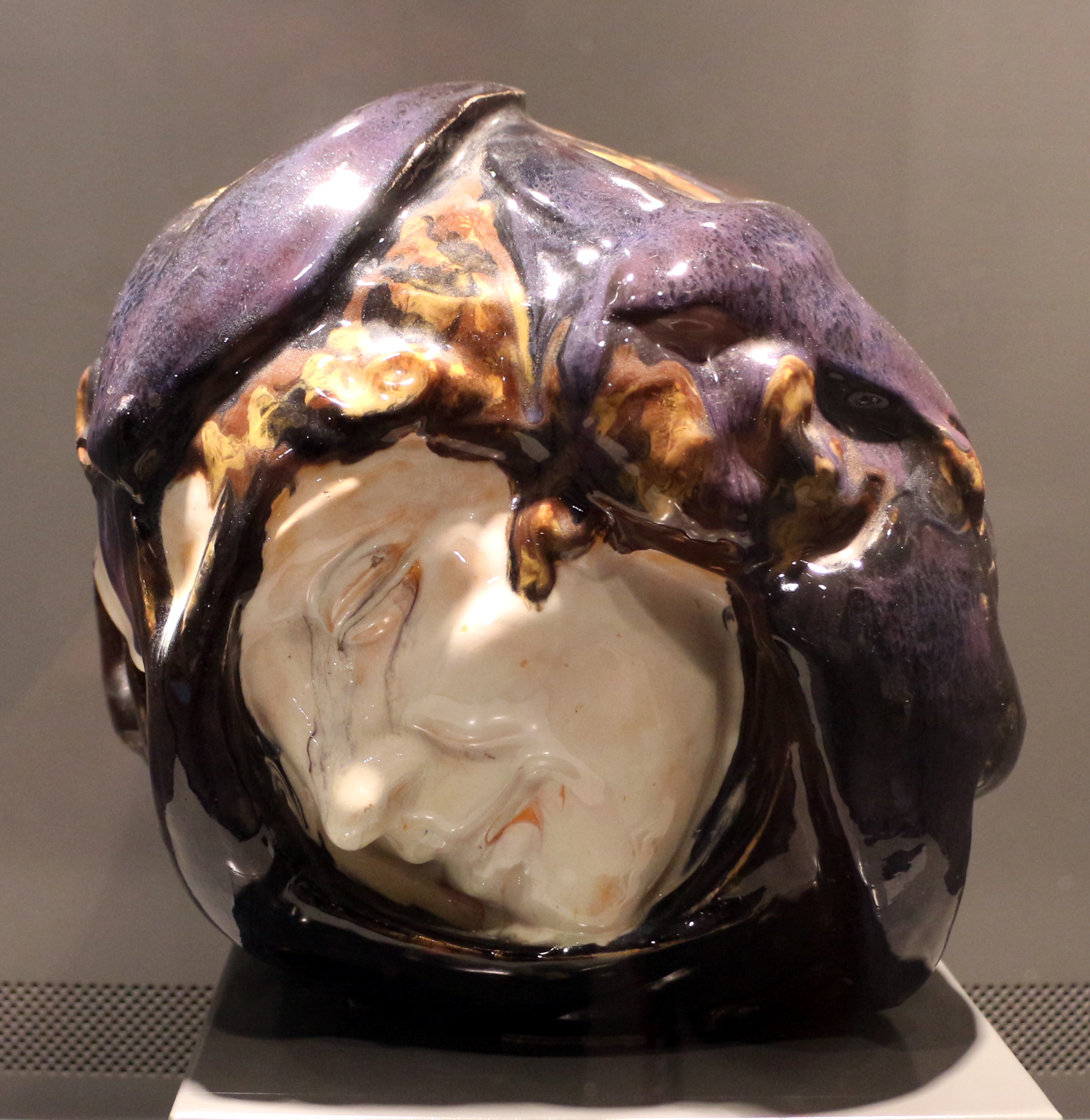
Giovanni Prini
Primavera (rondine)
maiolica dipinta, 1921

Giovanni Prini (Genova, 14 giugno 1877 – Roma, 9 settembre 1958) è stato uno scultore, decoratore e illustratore italiano.

## Biografia
Giovanni Prini si formò all'Accademia di Belle Arti di Genova e esordì a Torino, nel 1898, presentando il gruppo scultoreo Le spose del Ligure che fu apprezzato da Giuseppe Pellizza da Volpedo e da Leonardo Bistolfi. Si trasferì nel 1900 a Roma e nel 1902 era tra gli artisti che si riconoscevano nelle linee guida della rivista "Novissima". Ha sposato Orazia Belsito, poetessa e pittrice vicina al fascismo, che aprì la casa-studio di Prini, sulla Via Nomentana, ad un gruppo scelto di amici, intellettuali e artisti, tra cui Umberto Boccioni, la scrittrice Sibilla Aleramo, il giornalista e scrittore Giovanni Cena, Gino Severini, Duilio Cambellotti, lo scultore Ettore Ximenes e i poeti simbolisti Sergio Corazzini e Nello Tarchiani.
Giovanni Prini, interprete sensibile dell'anima infantile, scolpiva gruppi di bimbi che esprimevano grande malinconia: immagini di una infanzia triste che sembrava gravata da un destino crudele. In questo periodo ha avviato la collaborazione con la Manifattura di Signa, per la produzione di sculture in ceramica, con soggetti bambini. Eseguì medaglie.
Un figlio, Giuliano, ufficiale sommergibilista, morì in guerra a 31 anni nel 1941 e fu insignito postumo alla medaglia d'oro.

### Lunga stagione artistica
Nel 1905 espose, in una sala personale della Società Amatori e Cultori di Roma, bozzetti per i monumenti di Dante e di Wagner, disegni a carboncino, bronzi con figure di bambini e l'olio su carta Innamorati su una panchina, dolce e tenero. Si aprì poi a temi sociali, influenzato da Giovanni Cena. Affrontò temi del lavoro e illustrò copertine per il settimanale "Avanti della Domenica". Il suo bronzo del 1907, intitolato Il fabbro, è entrato nelle collezioni del Quirinale.
È già un artista popolare e riconosciuto, quando esegue, nel 1911, il bassorilievo L'artista e le battaglie artistiche che è a Roma, di fronte alla Galleria nazionale d'arte moderna e contemporanea. In questo bassorilievo egli evoca la grandiosità di Michelangelo, ma avverte anche suggestioni dell'arte classica greca. Per una mostra a Castel Sant'Angelo, Prini ricostruì in forma plastica cortei storici, tratti da antiche incisioni. Nel 1914 l'Istituto Superiore di Belle Arti lo chiamò alla cattedra di ornato modellato.

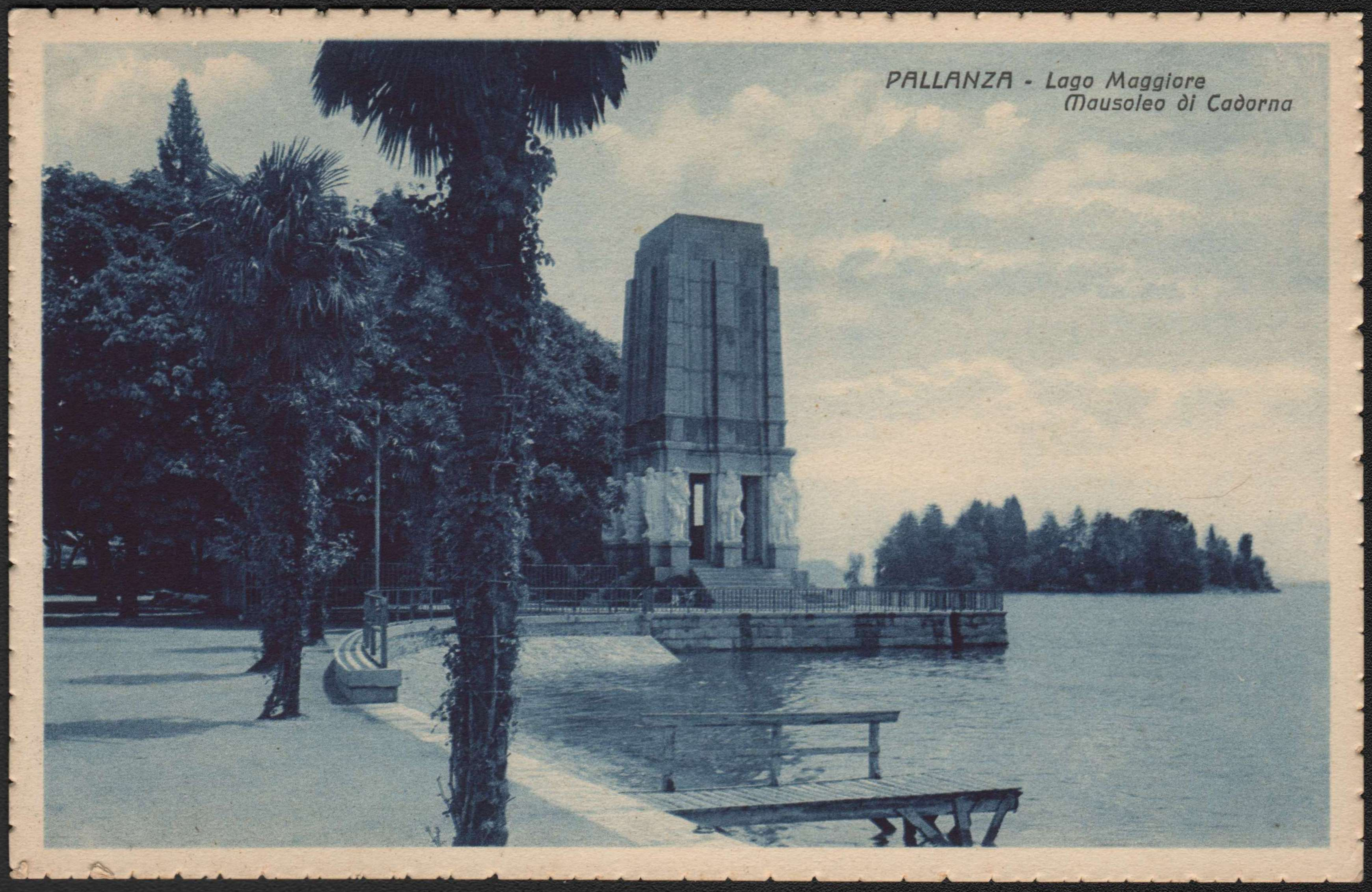
Pallanza (Lago Maggiore) Mausoleo di Cadorna (cartolina). Una delle statue è opera di Giovanni Prini

Nel corso dei lunghi anni di carriera artistica, Giovanni Prini ha scolpito su commissione monumenti, fregi di edifici pubblici, portali, cappelle sepolcrali, statue, fontane. Ha realizzato il gruppo bronzeo del fonte battesimale nella chiesa di Sant'Eugenio, a Roma, e la Pietà che è nella cripta della Chiesa della Divina Sapienza, dell'Università di Roma "La Sapienza".
A Sanremo ha scolpito una fontana luminosa dedicata a Mussolini, poi distrutta.
Prini eseguiva anche opere di dimensioni contenute, come ritratti (della moglie, dei suoi tre figli, di amici), esprimendo nelle opere familiari un delicato lirismo, venato da malinconica dolcezza. In marmo ha scolpito una piccola fontana: un volto femminile che piange lacrime d'acqua che raccoglie poi nelle mani, unite a coppa. La Regina Elena del Montenegro gli ha chiesto lezioni di scultura.
Prini allestì gli spazi espositivi della mostra della Secessione Romana del 1913 vi espose la fontana La lira, una lampada da tavolo in gesso dipinto e patinato e cupola di vetro, il vaso di gesso patinato La vita. Nel 1917, richiamato sotto le armi, fu distaccato all'Istituto di Rieducazione per i mutilati, a Villa Mirafiori, come docente di scultura.

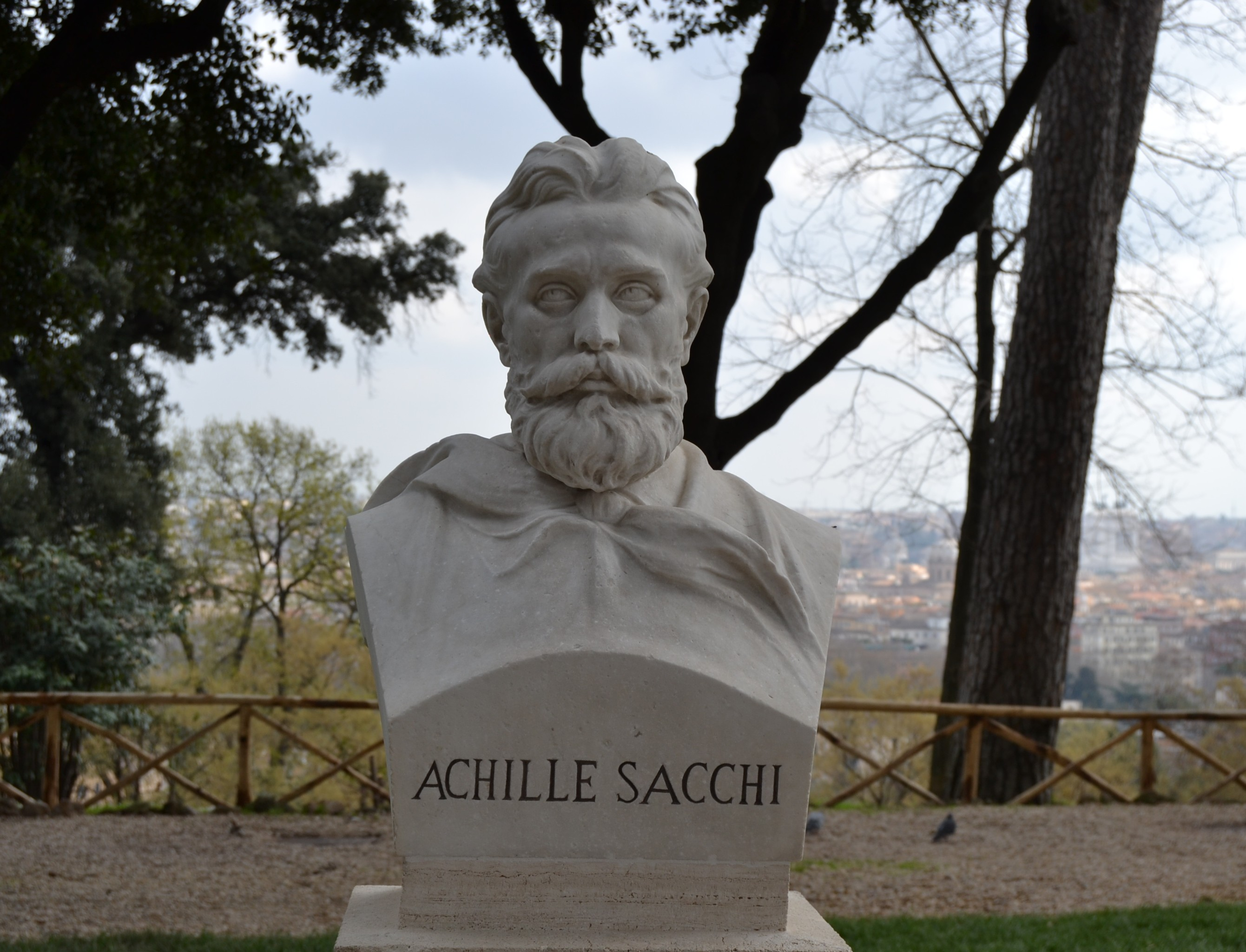
Achille Sacchi (al Gianicolo) scultura di Giovanni Prini

Il 26 febbraio 1915 fu iniziato in Massoneria nella Loggia Gian Domenico Romagnosi di Roma, il 23 febbraio 1917 divenne Maestro massone.
Sull'esempio di Duilio Cambellotti e di Aleardo Terzi si è avvicinato all'Arte decorativa e ha creato oggetti d'uso e soprammobili. Collaborò e poi, dal 1919, diresse la fabbrica di giocattoli romana "SFAGI". Con lego, con gesso e con cartapesta dipinti e patinati, creava birilli, bambole, marionette, teatrini, mobili in miniatura.
A Monza nel 1923, espose statue per ornare fontane, terrecotte, statuine colorate e, con Vittorio Grassi, arredò la sala della Musica. Alla Biennale di Venezia del 1930 espose statuette di bronzo, nella sezione dell'oreficeria. Allestì sale della Quadriennale di Roma, del 1948. La sua scultura Ritratto di bimba è alla Galleria nazionale d'Arte Moderna di Roma. Ai Musei Vaticani (Collezione d'arte religiosa moderna) si conserva Anna, un suo bronzo del 1939.